# 今泉駅
今泉駅（いまいずみえき）は、山形県長井市今泉にある、東日本旅客鉄道（JR東日本）・山形鉄道の駅である。

## 概要
JR東日本の米坂線と、山形鉄道のフラワー長井線が乗り入れ、共同使用駅となっている。山形鉄道は駅業務をすべてJR東日本に委託しているため、山形鉄道の係員は配置されていない。
共同使用駅として改札と構内を共用していながら、入場券はみどりの窓口ではJR東日本が、自動券売機では山形鉄道がそれぞれ発行しているため、JR東日本発行分は150円で2時間以内の時間制限があり、山形鉄道発行分は140円で時間制限がないという、効力の異なるものになる。
フラワー長井線は元々は長井線として、米坂線ともども日本国有鉄道（→JR東日本）の路線となっていたため、当駅は国鉄（→JR）の単独駅であった。しかし長井線は、国鉄時代の1986年（昭和61年）に第3次特定地方交通線に指定されたため、1988年（昭和63年）に山形鉄道に転換され、現在のJRと山形鉄道の共同使用駅となった。
米坂線は当駅を境に、管轄が東北本部と新潟支社とに分かれているが、当駅は東北本部の管轄となっている（支社境界は当駅と萩生駅の間の26キロメートルポストに置かれる）。

## 歴史
- 1914年（大正3年）11月15日：鉄道院長井軽便線の梨郷 - 長井間開業と共に開業[2]。
- 1926年（大正15年）9月28日：米坂線の米沢 - 当駅間が開業 [3]。
- 1931年（昭和6年）8月10日：米坂東線の当駅 - 手ノ子間が延伸開業（長井線との分岐は白川信号場）。
- 1982年（昭和57年）3月11日：米坂線米沢 - 当駅（白川信号場）間CTC化。
- 1984年（昭和59年）2月1日：白川信号場を当駅構内に併合し、信号扱い業務を当駅に業務統合。
- 1987年（昭和62年）4月1日：国鉄分割民営化に伴い、JR東日本の駅となる[2][4]。同時に貨物の営業を廃止。
- 1988年（昭和63年）10月25日：長井線が山形鉄道へ移管[2][5]。
  - 当駅は長井線が山形鉄道に移管されるまでは長井線所属駅であった。これは米坂線より先に長井線の駅として開業したからである。
- 2024年（令和6年）10月1日：JR東日本・米坂線米沢方面でえきねっとQチケのサービスを開始[1][6]。

## 駅構造
島式ホーム2面4線を有する地上駅である。駅舎（東側）と両ホームは跨線橋で連絡している。木造駅舎を有する。
山形統括センターの直営駅である。米坂線内のJR東日本東北本部管轄駅（米沢 - 当駅間）の途中駅では唯一の直営駅である。米沢 - 当駅間のCTC運行管理は当駅で行っている（呼称は今泉指令）。輸送業務は在勤の副長が泊まり勤務で行っている。営業担当の駅員は日勤となっているが、冬期間は泊まり勤務となる。要員不足時は山形統括センター（米沢駅）から助勤要員が派遣される。以前は中郡駅 - 犬川駅の各駅を管理下に置いていた。
駅舎にはみどりの窓口、山形鉄道の自動券売機、JRの乗車駅証明書発行機のほか、トイレなどがある。
米坂線とフラワー長井線は当駅で合流し、再び分岐する。駅南方（米沢・赤湯方面）では両線はすぐ分岐するが、駅北方（坂町・荒砥方面）は、2kmほど単線を共有しており、白川を渡った所に分岐が設けられている。分岐点はかつて白川信号場と称していたが、1984年（昭和59年）に当駅構内に編入され、分岐点までが当駅の構内である。そのため、当駅を発着するフラワー長井線の出発現示・分岐点のポイント転換などの信号扱いはその都度、荒砥指令と打ち合わせの上で当駅で行う。
なお、JRと山形鉄道の相互間でレールが直接接続しているのは当駅のみであり、JRの検測車が山形鉄道を測定する場合は当駅の米坂線ホームを経て入線する（もう一方の接続駅である赤湯駅は、山形新幹線運転開始に伴い軌間が異なってしまったため、現在レールはそれぞれ独立している）。

### のりば
| 番線 | 路線            | 方向                     | 行先                     |
| ---- | --------------- | ------------------------ | ------------------------ |
| 1    | ■フラワー長井線 | 上り                     | 宮内・赤湯方面           |
| 2    | ■フラワー長井線 | 下り                     | 長井・荒砥方面           |
| 3    | ■米坂線         | （災害のため使用停止中） | （災害のため使用停止中） |
| 4    | ■米坂線         | 下り                     | 羽前小松・米沢方面       |

米坂線ホームは、本来は3番線が羽前小松・米沢方面、4番線が小国・坂町方面であるが、2025年3月時点では当駅から坂町方が不通となっているため、全列車が4番線で米沢方面に折り返している。なお、元から当駅始発の米沢方面の列車は4番線で折り返していた。

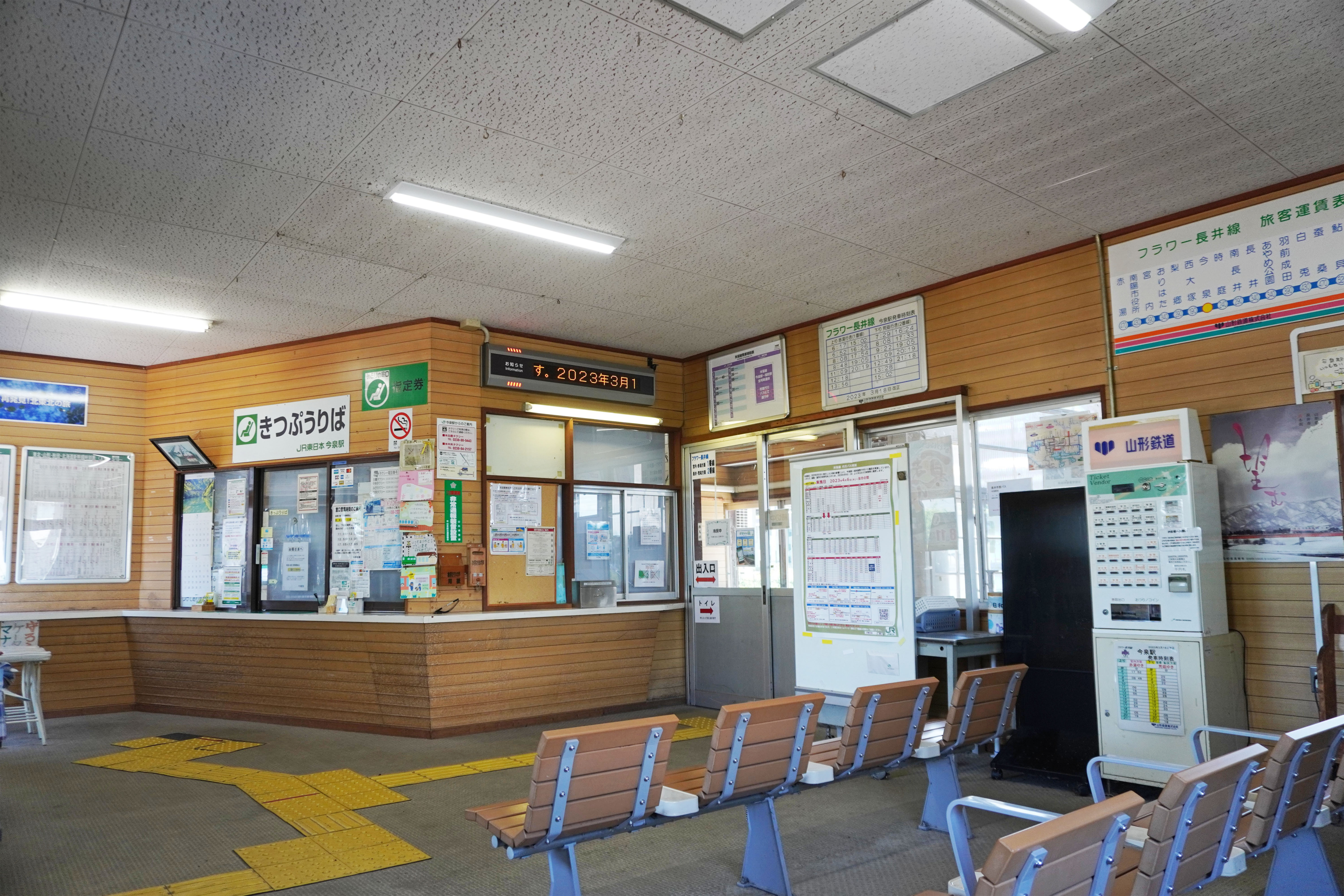
改札口と切符売り場（2023年7月）
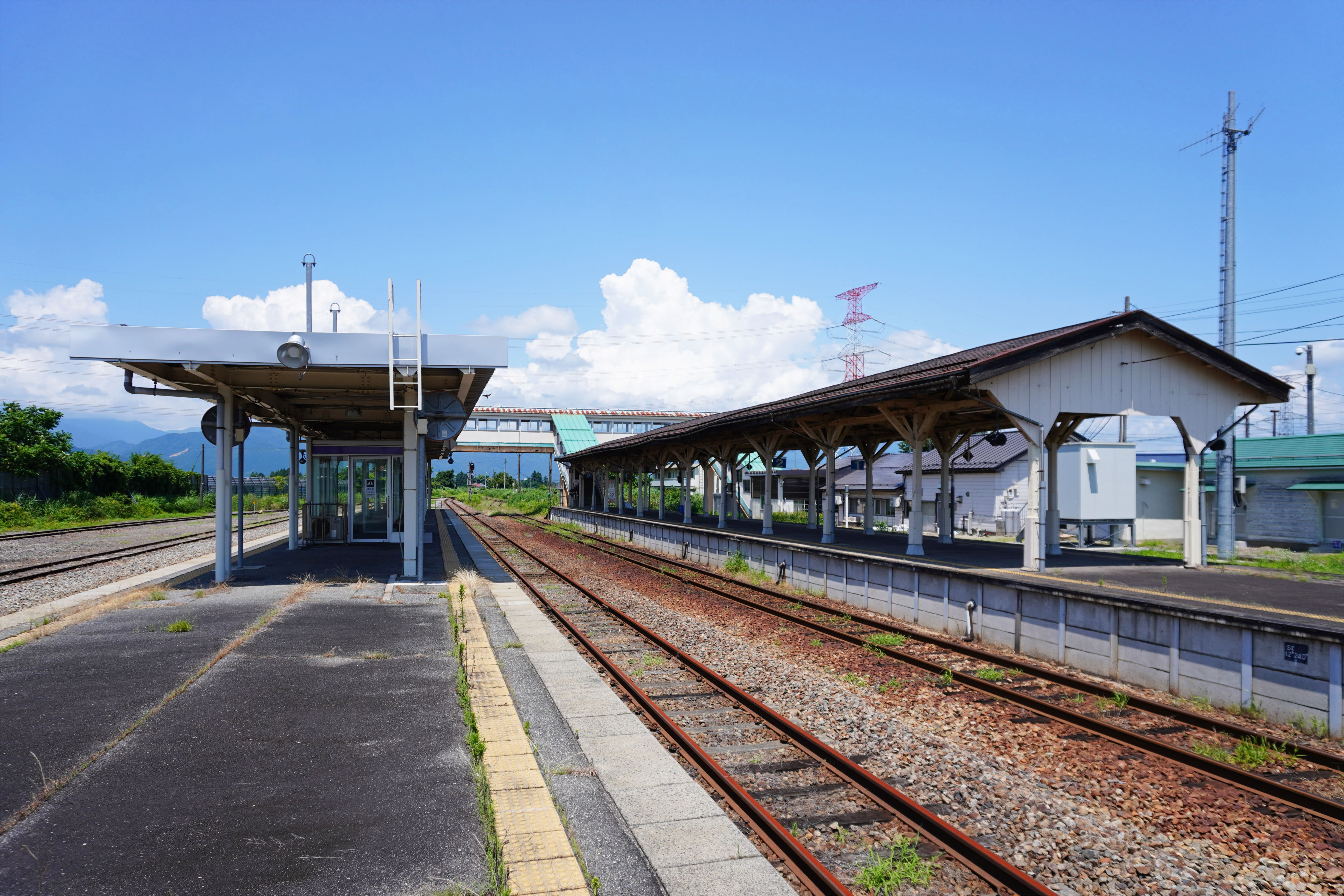
ホーム（2023年7月）
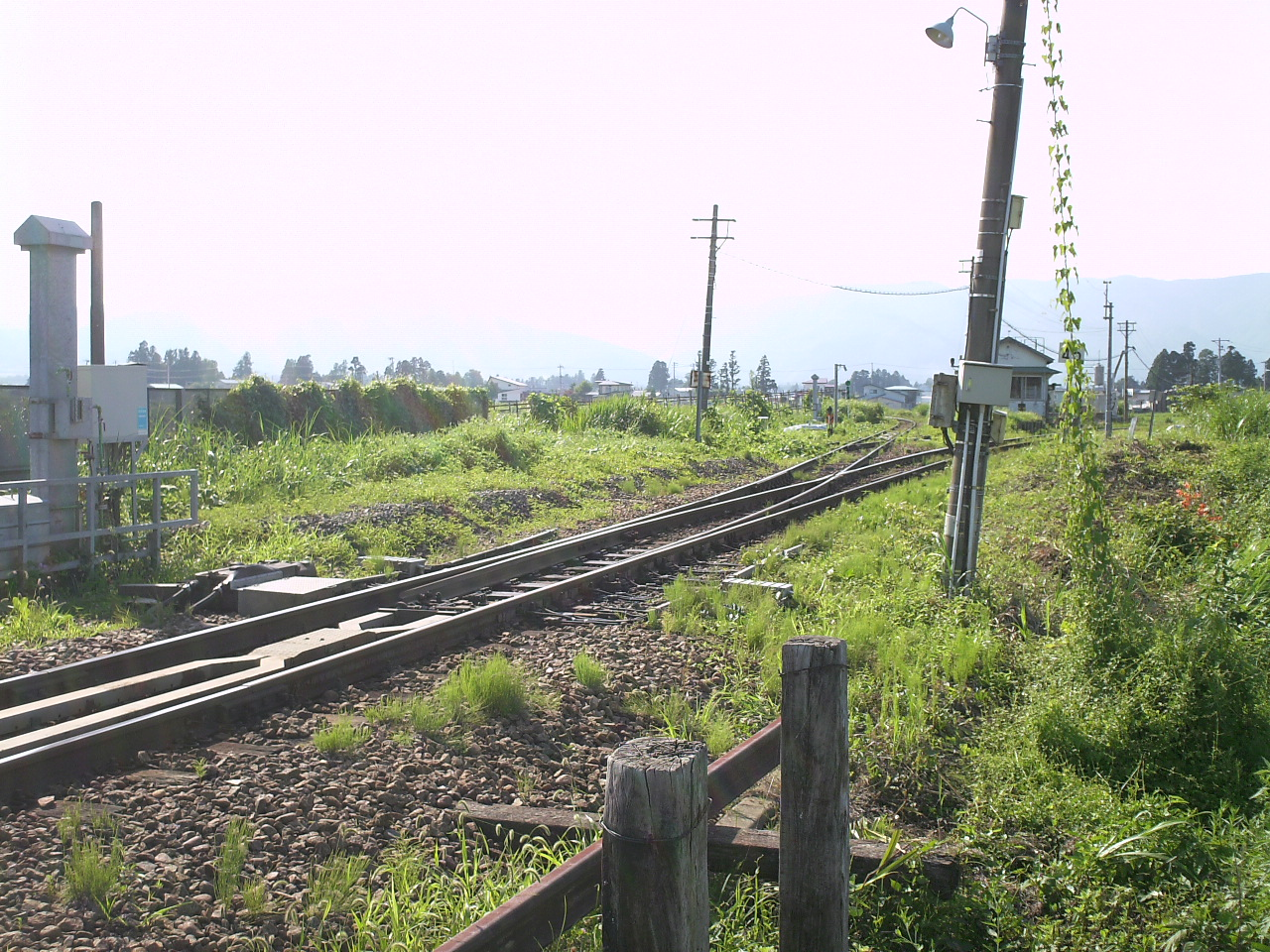
旧・白川信号場（2007年8月）

## 利用状況
- JR東日本 - 2023年度（令和5年度）の1日平均乗車人員は131人である[JR 1]。
- 山形鉄道 - 2023年度（令和5年度）の1日平均乗車人員は127人である[山形 1]。

2000年度（平成12年度）以降の推移は以下のとおりである。なお、この統計には乗り換え客を含む。
| 1日平均乗車人員推移 | 1日平均乗車人員推移 | 1日平均乗車人員推移 | 1日平均乗車人員推移 | 1日平均乗車人員推移 | 1日平均乗車人員推移 | 1日平均乗車人員推移 |
| 年度                | JR東日本            | JR東日本            | JR東日本            | 山形鉄道            | 出典                | 出典                |
| 年度                | 定期外              | 定期                | 合計                | 山形鉄道            | JR                  | 山形県              |
| ------------------- | ------------------- | ------------------- | ------------------- | ------------------- | ------------------- | ------------------- |
| 2000年（平成12年）  |                     |                     | 439                 | 288                 | [ JR 2 ]            | [ 山形 2 ]          |
| 2001年（平成13年）  |                     |                     | 408                 | 269                 | [ JR 3 ]            | [ 山形 3 ]          |
| 2002年（平成14年）  |                     |                     | 401                 | 265                 | [ JR 4 ]            | [ 山形 4 ]          |
| 2003年（平成15年）  |                     |                     | 385                 | 250                 | [ JR 5 ]            | [ 山形 5 ]          |
| 2004年（平成16年）  |                     |                     | 375                 | 253                 | [ JR 6 ]            | [ 山形 6 ]          |
| 2005年（平成17年）  |                     |                     | 350                 | 236                 | [ JR 7 ]            | [ 山形 7 ]          |
| 2006年（平成18年）  |                     |                     | 288                 | 224                 | [ JR 8 ]            | [ 山形 8 ]          |
| 2007年（平成19年）  |                     |                     | 292                 | 219                 | [ JR 9 ]            | [ 山形 9 ]          |
| 2008年（平成20年）  |                     |                     | 258                 | 214                 | [ JR 10 ]           | [ 山形 10 ]         |
| 2009年（平成21年）  |                     |                     | 251                 | 207                 | [ JR 11 ]           | [ 山形 11 ]         |
| 2010年（平成22年）  |                     |                     | 248                 | 212                 | [ JR 12 ]           | [ 山形 12 ]         |
| 2011年（平成23年）  |                     |                     | 249                 | 210                 | [ JR 13 ]           | [ 山形 13 ]         |
| 2012年（平成24年）  | 22                  | 212                 | 235                 | 202                 | [ JR 14 ]           | [ 山形 14 ]         |
| 2013年（平成25年）  | 23                  | 203                 | 226                 | 184                 | [ JR 15 ]           | [ 山形 15 ]         |
| 2014年（平成26年）  | 23                  | 178                 | 201                 | 176                 | [ JR 16 ]           | [ 山形 16 ]         |
| 2015年（平成27年）  | 25                  | 191                 | 217                 | 170                 | [ JR 17 ]           | [ 山形 17 ]         |
| 2016年（平成28年）  | 22                  | 196                 | 218                 | 168                 | [ JR 18 ]           | [ 山形 18 ]         |
| 2017年（平成29年）  | 21                  | 203                 | 225                 | 166                 | [ JR 19 ]           | [ 山形 19 ]         |
| 2018年（平成30年）  | 21                  | 208                 | 230                 | 166                 | [ JR 20 ]           | [ 山形 20 ]         |
| 2019年（令和元年）  | 17                  | 184                 | 202                 | 151                 | [ JR 21 ]           | [ 山形 21 ]         |
| 2020年（令和02年）  | 9                   | 136                 | 146                 | 105                 | [ JR 22 ]           | [ 山形 22 ]         |
| 2021年（令和03年）  | 10                  | 122                 | 132                 | 120                 | [ JR 23 ]           | [ 山形 23 ]         |
| 2022年（令和04年）  | 10                  | 113                 | 124                 | 119                 | [ JR 24 ]           | [ 山形 24 ]         |
| 2023年（令和05年）  | 10                  | 121                 | 131                 | 127                 | [ JR 1 ]            | [ 山形 1 ]          |

## 駅周辺
- 国道113号
- 国道287号
- 豊田郵便局
- 長井市営バス「今泉駅前」停留所

## 隣の駅
東日本旅客鉄道（JR東日本）
■米坂線

犬川駅 - 今泉駅 - 萩生駅（休止中）
山形鉄道
■フラワー長井線
西大塚駅 - 今泉駅 - 時庭駅

### 記事本文
1. 1 2 3 4  「駅の情報（今泉駅）：JR東日本」東日本旅客鉄道。2024年8月27日時点のオリジナルよりアーカイブ。2024年9月13日閲覧。
2. 1 2 3 4  停車場変遷大事典、545頁
3. ↑  停車場変遷大事典、542頁
4. ↑  停車場変遷大事典、543頁
5. ↑  「私鉄年表」『私鉄車両編成表 89年版』ジェー・アール・アール、1989年9月10日、164頁。ISBN 4-88283-210-0。
6. ↑  「Suicaエリア外もチケットレスで! 東北エリアから「えきねっとQチケ」がはじまります (PDF)」（プレスリリース）、東日本旅客鉄道、2024年7月11日。2024年8月8日閲覧。
7. ↑  「JR東日本：駅構内図・バリアフリー情報（今泉駅）」東日本旅客鉄道。2024年8月9日閲覧。

### 利用状況
JR東日本
1. 1 2  「各駅の乗車人員 2023年度 101位以下（7）| 企業サイト：JR東日本」東日本旅客鉄道。2025年7月26日閲覧。
2. ↑  「JR東日本：各駅の乗車人員（2000年度）」東日本旅客鉄道。2025年7月26日閲覧。
3. ↑  「JR東日本：各駅の乗車人員（2001年度）」東日本旅客鉄道。2025年7月26日閲覧。
4. ↑  「JR東日本：各駅の乗車人員（2002年度）」東日本旅客鉄道。2025年7月26日閲覧。
5. ↑  「JR東日本：各駅の乗車人員（2003年度）」東日本旅客鉄道。2025年7月26日閲覧。
6. ↑  「JR東日本：各駅の乗車人員（2004年度）」東日本旅客鉄道。2025年7月26日閲覧。
7. ↑  「JR東日本：各駅の乗車人員（2005年度）」東日本旅客鉄道。2025年7月26日閲覧。
8. ↑  「JR東日本：各駅の乗車人員（2006年度）」東日本旅客鉄道。2025年7月26日閲覧。
9. ↑  「JR東日本：各駅の乗車人員（2007年度）」東日本旅客鉄道。2025年7月26日閲覧。
10. ↑  「JR東日本：各駅の乗車人員（2008年度）」東日本旅客鉄道。2025年7月26日閲覧。
11. ↑  「JR東日本：各駅の乗車人員（2009年度）」東日本旅客鉄道。2025年7月26日閲覧。
12. ↑  「JR東日本：各駅の乗車人員（2010年度）」東日本旅客鉄道。2025年7月26日閲覧。
13. ↑  「JR東日本：各駅の乗車人員（2011年度）」東日本旅客鉄道。2025年7月26日閲覧。
14. ↑  「JR東日本：各駅の乗車人員（2012年度）」東日本旅客鉄道。2025年7月26日閲覧。
15. ↑  「各駅の乗車人員 2013年度 ベスト100以外（8）：JR東日本」東日本旅客鉄道。2025年7月26日閲覧。
16. ↑  「各駅の乗車人員 2014年度 ベスト100以外（8）：JR東日本」東日本旅客鉄道。2025年7月26日閲覧。
17. ↑  「各駅の乗車人員 2015年度 ベスト100以外（8）：JR東日本」東日本旅客鉄道。2025年7月26日閲覧。
18. ↑  「各駅の乗車人員 2016年度 ベスト100以外（8）：JR東日本」東日本旅客鉄道。2025年7月26日閲覧。
19. ↑  「各駅の乗車人員 2017年度 ベスト100以外（8）：JR東日本」東日本旅客鉄道。2025年7月26日閲覧。
20. ↑  「各駅の乗車人員 2018年度 ベスト100以外（7）：JR東日本」東日本旅客鉄道。2025年7月26日閲覧。
21. ↑  “各駅の乗車人員 2019年度 ベスト100以外（7）：JR東日本”.   東日本旅客鉄道. 2025年7月26日閲覧。
22. ↑  「各駅の乗車人員 2020年度 101位以下（8）| 企業サイト：JR東日本」東日本旅客鉄道。2025年7月26日閲覧。
23. ↑  「各駅の乗車人員 2021年度 101位以下（8）| 企業サイト：JR東日本」東日本旅客鉄道。2025年7月26日閲覧。
24. ↑  「各駅の乗車人員 2022年度 101位以下（8）| 企業サイト：JR東日本」東日本旅客鉄道。2025年7月26日閲覧。

山形県統計年鑑
1. 1 2  「第10章 運輸・通信」『山形県統計年鑑（令和5年）』（PDF）（レポート）山形県、2025年4月30日、206頁。2025年7月26日閲覧。
2. ↑  「第10章 運輸・通信」『山形県統計年鑑（平成10年～平成19年）> 平成12年』（xls）（レポート）山形県、2023年10月11日。2025年7月26日閲覧。
3. ↑  「第10章 運輸・通信」『山形県統計年鑑（平成10年～平成19年）> 平成13年』（xls）（レポート）山形県、2023年10月11日。2025年7月26日閲覧。
4. ↑  「第10章 運輸・通信」『山形県統計年鑑（平成10年～平成19年）> 平成14年』（xls）（レポート）山形県、2023年10月11日。2025年7月26日閲覧。
5. ↑  「第10章 運輸・通信」『山形県統計年鑑（平成10年～平成19年）> 平成15年』（xls）（レポート）山形県、2023年10月11日。2025年7月26日閲覧。
6. ↑  「第10章 運輸・通信」『山形県統計年鑑（平成10年～平成19年）> 平成16年』（xls）（レポート）山形県、2023年10月11日。2025年7月26日閲覧。
7. ↑  「第10章 運輸・通信」『山形県統計年鑑（平成10年～平成19年）> 平成17年』（xls）（レポート）山形県、2023年10月11日。2025年7月26日閲覧。
8. ↑  「第10章 運輸・通信」『山形県統計年鑑（平成10年～平成19年）> 平成18年』（xls）（レポート）山形県、2023年10月11日。2025年7月26日閲覧。
9. ↑  「第10章 運輸・通信」『山形県統計年鑑（平成10年～平成19年）> 平成19年』（xls）（レポート）山形県、2023年10月11日。2025年7月26日閲覧。
10. ↑  「第10章 運輸・通信」『山形県統計年鑑（平成20年～平成24年）> 平成20年』（PDF）（レポート）山形県、2023年10月11日、24頁。2025年7月26日閲覧。
11. ↑  「第10章 運輸・通信」『山形県統計年鑑（平成20年～平成24年）> 平成21年』（PDF）（レポート）山形県、2023年10月11日、217頁。2025年7月26日閲覧。
12. ↑  「第10章 運輸・通信」『山形県統計年鑑（平成20年～平成24年）> 平成22年』（PDF）（レポート）山形県、2023年10月11日、208頁。2025年7月26日閲覧。
13. ↑  「第10章 運輸・通信」『山形県統計年鑑（平成20年～平成24年）> 平成23年』（PDF）（レポート）山形県、2023年10月11日、206頁。2025年7月26日閲覧。
14. ↑  「第10章 運輸・通信」『山形県統計年鑑（平成20年～平成24年）> 平成24年』（PDF）（レポート）山形県、2023年10月11日、206頁。2025年7月26日閲覧。
15. ↑  「第10章 運輸・通信」『山形県統計年鑑（平成25年～平成29年）> 平成25年』（PDF）（レポート）山形県、2025年5月7日、232頁。2025年7月26日閲覧。
16. ↑  「第10章 運輸・通信」『山形県統計年鑑（平成25年～平成29年）> 平成26年』（PDF）（レポート）山形県、2025年5月7日、230頁。2025年7月26日閲覧。
17. ↑  「第10章 運輸・通信」『山形県統計年鑑（平成25年～平成29年）> 平成27年』（PDF）（レポート）山形県、2025年5月7日、230頁。2025年7月26日閲覧。
18. ↑  「第10章 運輸・通信」『山形県統計年鑑（平成25年～平成29年）> 平成28年』（PDF）（レポート）山形県、2025年5月7日、230頁。2025年7月26日閲覧。
19. ↑  「第10章 運輸・通信」『山形県統計年鑑（平成25年～平成29年）> 平成29年』（PDF）（レポート）山形県、2025年5月7日、230頁。2025年7月26日閲覧。
20. ↑  「第10章 運輸・通信」『山形県統計年鑑（平成30年～令和元年）> 平成30年』（PDF）（レポート）山形県、2025年5月7日、230頁。2025年7月26日閲覧。
21. ↑  「第10章 運輸・通信」『山形県統計年鑑（平成30年～令和元年）> 令和元年』（PDF）（レポート）山形県、2025年5月7日、230頁。2025年7月26日閲覧。
22. ↑  「第10章 運輸・通信」『山形県統計年鑑（令和2～3年）> 令和2年』（PDF）（レポート）山形県、2024年3月26日、226頁。2025年7月26日閲覧。
23. ↑  「第10章 運輸・通信」『山形県統計年鑑（令和2～3年）> 令和3年』（PDF）（レポート）山形県、2024年3月26日、226頁。2025年7月26日閲覧。
24. ↑  「第10章 運輸・通信」『山形県統計年鑑（令和4年）』（PDF）（レポート）山形県、2024年4月30日、206頁。2025年7月26日閲覧。